# Kallima formosana
Kallima formosana är en fjärilsart som beskrevs av Hans Fruhstorfer. Kallima formosana ingår i släktet Kallima och familjen praktfjärilar. Inga underarter finns listade i Catalogue of Life.